# Aphilopota fletcheri
Aphilopota fletcheri är en fjärilsart som beskrevs av Robert H. Carcasson 1965. Aphilopota fletcheri ingår i släktet Aphilopota och familjen mätare. Inga underarter finns listade i Catalogue of Life.